# José Pedro Aguiar Branco
José Pedro Correia de Aguiar-Branco, född 18 juli 1957 i Porto, är en portugisisk politiker och landet försvarsminister mellan 2011 till 2015. Han är utbildad jurist från Coimbras universitet och har varit ledamot av Assembleia da República för Partido Social Democrata.